# إغناطيوس
إغناطيوس الملقب بالنوراني أو الأنطاكي والذي يدعى أيضا ثيوفوروس (باليونانية: Θεοφόρος أي حامل الإله)، وهو قديس وأحد آباء الكنيسة كان على الارجح أحد تلامذة الرسولين بطرس ويوحنا.هو ثالث أساقفة أو بطاركة أنطاكية بعد بطرس وإفوديوس الذي توفي حوالي سنة 68 م، وقد ذكر أبو التاريخ الكنسي أوسابيوس القيصري أن إغناطيوس خلف إفوديوس بشكلا جعل فيه تسلسله الرسولي أكثر قربا. حيث ذكر بأن بطرس نفسه أقامه على كرسي أنطاكية.
ويصنف إغناطيوس بشكل عام كأحد آباء الكنيسة الرسوليين (أي المجموعة الرسمية الأولى من آباء الكنيسة) وتعترف جميع الكنائس الرسولية بقداسته، فالكنيسة الكاثوليكية الغربية تعيد له في 17 تشرين الأول-أوكتوبر. والكنيسة الأرثوذكسية الشرقية بالإضافة للكنائس الكاثوليكية الشرقية تعيد له في 20 كانون الأول-ديسمبر.
كانت خلاصة فلسفة إغناطيوس في الحياة هو أن يعيش عمره محاكيا حياة السيد المسيح. اعتقل إغناطيوس من قبل السلطات الرومانية وأرسل إلى روما تحت ظروف اعتقال شديدة القسوة:{ من سوريا إلى روما حاربت ضد مسوخ متوحشة، على الأرض وفي البحر، في الليل والنهار، ملزوم بالبقاء بين عشرة نمور، وبرفقة جنود يزدادون سوءا وجفاء كلما حاولوا إظهار اللطف } (من رسالة إغناطيوس إلى أهل روما 5)
مات كشهيد في عاصمة الامبراطورية حيث ألقي في أحد المسارح الرومانية لتلتهمه الأسود في عهد الإمبراطور ترايانوس. وكانت غاية السلطات من ذلك هو ان يجعلوه عبرة لغيره من المسيحيين لكي يخافوا ويتوقفوا عن نشر معتقداتهم.

## رسائل إغناطيوس
الرسائل السبعة التي تُعتبر أصلية:
- الرسالة إلى أهل أفسس Ephesus
- الرسالة إلى أهل ماجنيسية Magnesia
- الرسالة إلى أهل قيصرية Trales
- الرسالة إلى أهل روما Roma
- الرسالة إلى أهل فيلادلفيا Philadelphia
- الرسالة إلى أهل سميرنة Smyrna
- الرسالة إلى بوليكاربوس أسقف سميرنة

في القرن الخامس الميلادي زيد في مجموعته الأصلية برسائل زائفة، كما أن بعض الرسائل الأصلية بُدلت بالدس فيها، الدس الذي أُدخل فيها لتجنيد إغناطيوس بعد وفاته كشاهد على النزاعات اللاهوتية في ذلك العصر. يُعتقد أيضاً أن الرواية المزعومة لشاهد العيان على إستشهاده زُيفت في نفس ذلك التاريخ تقريباً (القرن الخامس الميلادي).
الرواية المزيفة التفصيلية لإيقاف ومتاعب إغناطيوس هي مادة رسالة «استشهاد إغناطيوس» والتي قُدمت كرواية شاهد عيان إلى كنيسة أنطاكيا، وكأنها كُتبت بمعرفة رفقاء إغناطيوس: فيلون القيليقي الشماس في طرسوس، والسوري روس آغاثوبوس.
بالرغم أن جيمس آشر يعتبر رواية استشهاد إغناطيوس أصلية، إلا انه إن كان هناك أي نواة أصلية لقصة الاستشهاد، فإنها توسعت بإضافات بدرجة كبيرة بحيث لم يخل جزء منها من التساؤل. أكثر مخطوطات رواية الاستشهاد جدارة بالثقة هي مخطوطة كولبرتينوس من القرن العاشر الميلادي (باريس) والتي تأتي رواية الاستشهاد في خاتمتها.
تقدم قصة الاستشهاد المواجهة بين الأسقف إغناطيوس وتراجان في أنطاكيا، ومجاز مألوف لأعمال الشهداء، والكثير من التفاصيل للرحلة البرية الطويلة إلى حد ما إلى روما. يقول سنكسار الكنيسة الأرثوذكسية القبطية بالإسكندرية أنه أُلقي به إلى الوحوش المفترسة التي إلتهمته ومزقته إلى أشلاء.
أثبتت رسائل إغناطيوس أهميتها على تطور اللاهوت المسيحي، لأن عدد الكتابات الباقية من هذه الفترة من تاريخ الكنيسة شديد الندرة. تحمل الرسالة علامات على العجلة الكبيرة في كتابتها، وعلى أنها كُتبت بدون خطة ملائمة، مثل الجمل غير المتصلة، والتتابع غير المُنظم للأفكار. إغناطيوس هو أول كاتب مسيحي معروف يؤكد على الولاء لأسقف واحد في كل مدينة (أو أبرشية) يساعده الشيوخ والشمامسة. الكتابات الأولى فقط تذكر إما الشيوخ أو الشمامسة، وتعطي الانطباع بوجود أكثر من أسقف واحد في الجماعة (الرسالة إلى أهل فيلبي 1: 1). فعلى سبيل المثال بينما تبدو وظائف الأسقف والشيخ والشماس ذات أصل رسولي، فإن ألقاب أسقف وشيخ يمكن أن تُستخدم تبادلياً:
«إحرص على ان تفعل كل شيء برضا الرب، مع الأسقف القائم محل الله، ومع الشيوخ القائمين محل الرسل، ومع الشمامسة العزيزين عليَ، المؤتمنين على عمل يسوع المسيح، الذي كان مع الأب منذ البداية وتجلى في النهاية» - الرسالة إلى أهل ماغنيسيا 2، 6 : 1
المعروف عن إغناطيوس انه دعا إلى إلوهية المسيح:
«هناك طبيب واحد يمتلك كلاً من الجسد والروح، وكلاهما مصنوع وغير مصنوع، الله الموجود في الجسد، الحياة الحقيقية بعد الموت، كلاهما من مريم والرب، في البداية مجرد من المشاعر، ثم بعد ذلك مزود بمشاعر، هو سيدنا يسوع المسيح» - الرسالة إلى أهل أفسس الإصحاح السابع، النسخة الأقصر، ترجمة روبرتس ودونالدسون.
أكد إغناطيوس على قيمة التناول المقدس، وأطلق عليه «علاج للخلود» (الرسالة إلى أهل أفسس 20: 2). رغبة إغناطيوس المتلهفة للإستشهاد الدموي في الحلبة، التي عبر عنها في رسالته قد تبدو شاذة للقاريء المعاصر. دراسة لاهوته للخلاص يبين أنه كان يعتبر الخلاص تحرر لفرد من الخوف الشديد من الموت، ومواجهة الشهادة بشجاعة. يُزعم أن إغناطيوس هو أول كاتب مسيحي معروف جادل من أجل الاستبدال المسيحي للسبت بيوم السيد (يوم الأحد):
«لا تُفتنوا بعقائد غريبة ولا بخرافات قديمة، عديمة الفائدة. فلو كنا حتى يومنا هذا نعيش على طريقة اليهودية، فهذا إقرار منا أننا لم نتلقى نعمة... فلو كان هؤلاء الذين ساروا على ممارسات قديمة تطلعوا إلى تجدد الرجاء، وتوقفوا عن الالتزام بالسبت، وشكلوا حياتهم على يوم السيد (يوم الأحد)، الذي نشأت حياتنا من خلاله وخلال موته الذي ينكره بعض الناس... فكيف نتمكن أن نعيش بعيداً عنه؟... من الفظاعة أن نتكلم عن يسوع المسيح ونمارس اليهودية. فالمسيحية لا تؤمن باليهودية، ولكن اليهودية هي التي تؤمن بالمسيحية» - الرسالة إلى أهل ماغنيسيا 8: 1، 9: 1-2، 10: 3، ترجمة لايتفوت.
إغناطيوس أيضاً هو المسئول عن أول استخدام معروف للكلمة اليونانية «كاثوليكوس» التي تعني «كلي» لوصف الكنيسة، فكتب:
«حيثما يظهر الأسقف، فليتواجد الشعب، فحيثما يكون يسوع المسيح، تكون الكنيسة الكاثوليكية. ليس من المشروع التعميد أو المشاركة في العبادة بدون موافقة الأسقف. من جانب آخر، كل ما ينال موافة الأسقف يرضي الله، وهكذا يكون كل ما يُفعل آمناً وصالحاً» - الرسالة إلى أهل أزمير، الإصحاح الثامن، ترجمة جي. بي. ويليس.
من الكلمة كاثوليكوس، تأتي كلمة كاثوليك. عندما كتب إغناطيوس الرسالة إلى أهل أزمير حوالي العام 107 م. واستخدم الكلمة كاثوليك، إستخدمها كأنها كلمة مستخدمة من قبل لوصف الكنيسة. هذا الامر قاد الكثير من الباحثين إلى استنتاج أن التسمية «كنيسة كاثوليكية» بمفهومها الكنسي قد يكون مستخدماً منذ الربع الأخير من القرن الأول الميلادي.
كتب في رسالته إلى أهل أزمير عن التناول المقدس:
«أحيطوا علماً، بهؤلاء الذين يتمسكون باعتقادات بدعية عن نعمة يسوع المسيح الذي جاءنا، وأنظروا كيف تتعارض تلك العقائد مع رغبة الله... هم يمتنعون عن التناول المقدس وعن الصلاة لأنهم لا يقرون أن القربان المقدس هو جسد مخلصنا يسوع المسيح، الجسد الذي تألم من أجل خطايانا والذي أقامه الأب بطيبته مرة أخرى، هؤلاء الذين ينكرون هبة الله يهلكون في جدالهم» - الرسالة إلى أهل أزمير 6: 2، 7: 1.
صاغ إغناطيوس رسائله على نمط رسائل بولس وبطرس ويوحنا حتى انه اقتبس نصوصها أو أعاد صياغتها بتحرر، مثل اقتباسه من الرسالة الأولى إلى أهل كورنثوس 1: 18، في رسالته إلى أهل أفسس:
«فلتكن روحي لا شيء من أجل الصليب، الذي هو حجر عثرة لهؤلاء الذين لا يؤمنون، ولكنه لنا خلاص وحياة أبدية» - الرسالة إلى أهل أفسس 18، ترجمة روبرتس ودونالدسون.
لكن أشهر اقتباسات إغناطيوس، تاتي من رسالته إلى أهل رومية:
«أكتب إلى كل الكنائس، وأُعلم الجميع أنني أموت بإرادتي من أجل الرب، لو لم تمنعوني. أتوسل إليكم، أن لا تبذلوا من أجلي لطفاً في غير محله. اتركوني أُقدم طعاماً للوحوش، التي هي طريقي للوصول إلى الرب. أنا حنطة الله، وسأُطحن بأسنان الوحوش، حتى أكون خبز المسيح النقي» - الرسالة إلى أهل رومية.

## رسائل إغناطيوس المزيفة
- الرسالة إلى أهل طرسوس Epistle to the Tarsians
- الرسالة إلى أهل انطاكيا Epistle to the Antiochians
- الرسالة إلى هيرو، الشماس في أنطاكيا Epistle to Hero, a Deacon of Antioch
- الرسالة إلى أهل فيلبي Epistle to the Philippians
- رسالة ماريا المتنصرة حديثاً إلى إغناطيوس The Epistle of Maria the Proselyte to Ignatius
- الرسالة إلى مريم في نيابوليس، زاربوس Epistle to Mary at Neapolis, Zarbus
- الرسالة الأولى إلى القديس يوحنا First Epistle to St. John
- الرسالة الثانية إلى القديس يوحنا Second Epistle to St. John
- رسالة إغناطيوس إلى العذراء مريم. The Epistle of Ignatius to the Virgin Mary